# Großer Preis von Deutschland 1963
Der Große Preis von Deutschland 1963 (offiziell XXV Grosser Preis von Deutschland) fand am 4. August auf dem Nürburgring in Nürburg statt und war das sechste Rennen der Automobil-Weltmeisterschaft 1963.

## Berichte

### Hintergrund

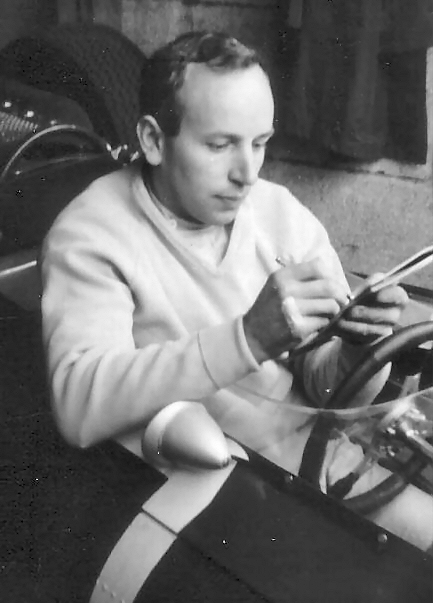
Erster Sieg von John Surtees

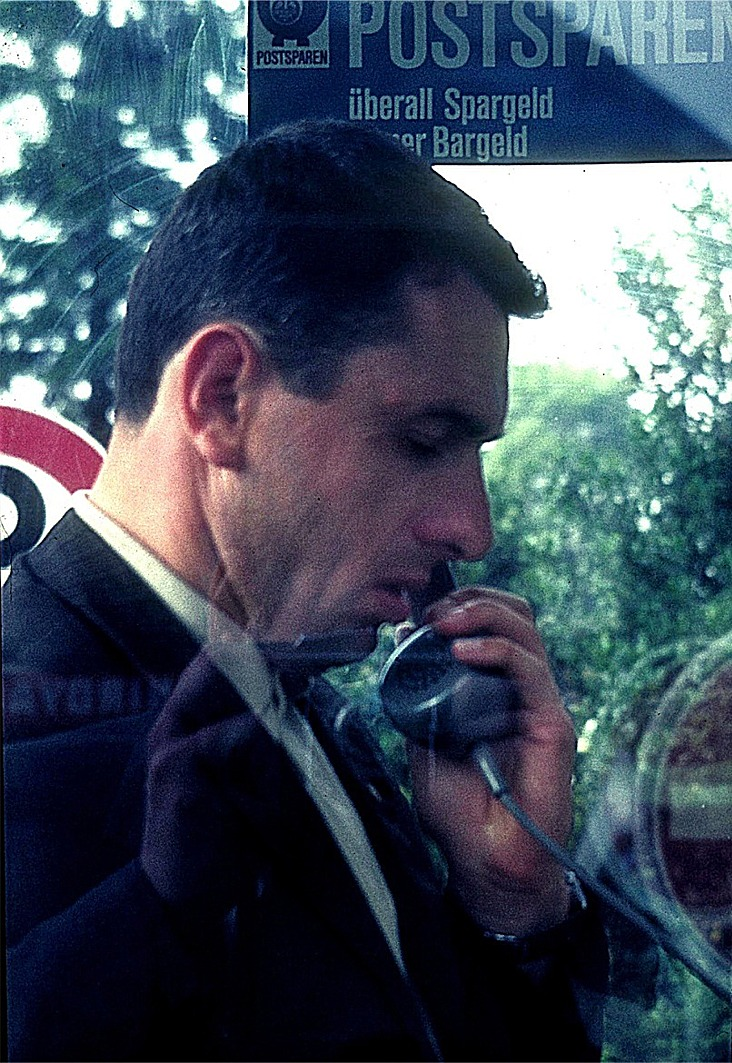
Einzige Punkteplatzierung von Gerhard Mitter

B.R.M. setzte weiterhin für beide Fahrer, Graham Hill und Richie Ginther, den alten BRM P57 ein. Für Graham Hill war zusätzlich der neue BRM P61 gemeldet, der jedoch nicht zum Einsatz kam. Bei Ferrari kehrte Willy Mairesse nach seiner Verletzungspause zurück und fuhr als zweiter Fahrer des Teams neben John Surtees. Ein schwerer Unfall im Laufe des Rennens führte zu einer weiteren Verletzungspause, sodass er ein weiteres Jahr keine Rennen bestritt. Er blieb danach für Ferrari als Testfahrer aktiv, fuhr jedoch keine Rennen mehr im Rahmen der Automobilweltmeisterschaft. Er war 1965 ein weiteres Mal für einen Grand Prix gemeldet, startete aber nicht. Lorenzo Bandini, der sein letztes Rennen auf B.R.M. und für die Scuderia Centro Sud fuhr, ersetzte Mairesse bei Ferrari ab dem Großen Preis von Italien 1963.
Vor dem Großen Preis von Deutschland fand in der Nähe von Stuttgart das Solitude-Rennen statt. Nachdem Jim Clark in Führung liegend ausgeschieden war, gewann Jack Brabham auf Brabham das Rennen, für den Wagen war dies der erste Sieg bei einem nicht zur Automobilweltmeisterschaft zählenden Grand Prix.
Bei den Teams mit Kundenfahrzeugen gab es weitere Fahrer, die ihr letztes Rennen fuhren. Für Scirocco waren Tony Settember und Ian Burgess gemeldet. Burgess beendete anschließend seine Karriere. Bernard Collomb qualifizierte sich ein letztes Mal für einen Grand Prix auf einem privaten Lotus 24, Kurt Kuhnke verpasste die Qualifikation bei seinem letzten Rennen auf einem Lotus 18. Bei der Ecurie Maarsbergen fuhr Gerhard Mitter ein zweites Mal neben Carel Godin de Beaufort und zum letzten Mal in der Saison sowie auf Porsche. Das Team Tim Parnell war mit Tim Parnell und André Pilette gemeldet, Parnell beendete anschließend seine Karriere in der Automobilweltmeisterschaft, Pilette die Saison.
Mit Joakim Bonnier und Graham Hill nahmen zwei ehemalige Sieger am Rennen teil, Ferrari war zuvor sechsmal erfolgreich, Lotus und B.R.M. jeweils einmal. In der Fahrerwertung hatte Clark 22 Punkte Vorsprung auf Ginther und 23 Punkte auf Graham Hill. Die Konstrukteurswertung führte Lotus an, der Vorsprung auf B.R.M. betrug 19 Punkte, der auf Cooper 21. In beiden Wertungen gab es noch für jeden theoretische Chancen auf den Titel.
Bonnier bestritt seinen 50. Grand Prix.

### Training
Clark dominierte das Training und errang zum vierten Mal in Folge die Pole-Position. Dabei war er fast eine Sekunde schneller als der Zweitplatzierte Surtees und mehr als sieben Sekunden schneller als der Drittplatzierte Bandini. Bandini qualifizierte sich mit dem Kundenfahrzeug vor den beiden B.R.M. Werksfahrern Graham Hill auf Rang vier und Ginther auf Rang sechs. Bruce McLaren wurde Fünfter, sodass fünf verschiedene Teams die ersten fünf Plätze belegten. Qualifizierte sich Brabham in den vorangegangenen Rennen noch für die ersten Startreihen, war der Wagen beim Großen Preis von Deutschland nicht siegfähig. Jack Brabham wurde im Training Achter hinter Mairesse, Teamkollege Dan Gurney belegte Startplatz 13. Die ersten zehn wurden von Jo Siffert und Tony Maggs komplettiert. Die Fahrzeuge von Lola Cars, Porsche und Scirocco belegten Plätze im hinteren Feld.
Das Starterfeld war auf 22 Wagen begrenzt. Dadurch qualifizierten sich die vier langsamsten Fahrer nicht fürs Rennen. Diese waren Pilette, Ian Raby, Parnell und Kuhnke. Die Zeitabstände dieser vier Fahrer auf Clark betrugen mehr als eine Minute. Ausgelaufenes Öl auf der Strecke verursachte während des ersten Trainings Probleme, Ireland kam von der Strecke ab, beschädigte den Wagen leicht und blieb unverletzt.

### Rennen
Clark gewann den Start und ging vor den beiden B.R.M. von Ginther und Graham Hill in Führung. An Brabhams Wagen versagte zunächst die Kupplung und es dauerte mehr als acht Minuten, bevor er losfuhr. Während der ersten Runde bekam Clark Schwierigkeiten mit dem Motor seines Lotus, sodass Ginther ihn überholte und die Führung übernahm. Doch bei ihm traten Getriebeprobleme auf, sodass er mehrere Positionen verlor und bis hinter McLaren auf Rang fünf zurückfiel. Surtees führte daraufhin das Rennen an und lieferte sich einen Zweikampf mit Clark. Sein Teamkollege Mairesse verunglückte im Streckenabschnitt Flugplatz schwer und verfehlte dabei nur knapp die Zuschauer, traf aber einen Sanitäter, der dabei getötet wurde. Mairesse brach sich einen Arm und wurde ins Krankenhaus transportiert. Eine weitere Kollision in der ersten Rennrunde gab es zwischen Bandini und Ireland. Beide Fahrer schieden aus, blieben jedoch unverletzt. Nachdem Graham Hill mit Getriebeschaden ausgeschieden war, verbesserte sich McLaren auf den dritten Rang. Er verunfallte anschließend ebenfalls schwer und kam bewusstlos mit einer Gehirnerschütterung und Knieverletzungen ins Krankenhaus. Carel Godin de Beaufort verlor an seinem Porsche zwischen Adenauer Forst und Metzgesfeld das linke Hinterrad. Die Felge war an den Radmuttern ringsherum ausgebrochen. De Beaufort konnte den Wagen auf der Strecke halten und entstieg ihm unverletzt. Auch Chris Amon hatte einen Unfall, da die Lenkung an seinem Lola versagte und er gegen mehrere Bäume prallte, er überlebte mit leichten Knieverletzungen. In Runde fünf kam auch Settember von der Strecke ab, er überstand den Ausfall ohne Verletzungen.
An der Spitze überholte Clark Surtees, allerdings funktionierten nur sieben Zylinder seines Motors, sodass Surtees eine Runde später konterte und anschließend den Vorsprung auf Clark kontinuierlich ausbaute. Auf Rang drei lag Ginther, der wie Clark mit technischen Problemen zu kämpfen hatte. Maggs war Vierter, bis er mit Motorschaden ausschied. Siffert übernahm diese Position, doch er fiel mit einem Getriebeschaden aus, wurde aber noch als Neunter gewertet. Zuvor hatten bereits Gurney und Cabral Getriebeschäden, die zur Aufgabe führten. Nachdem Beaufort in Runde neun seinen Wagen wegen eines verlorenen Rads abstellte, verblieben nur noch zehn Fahrzeuge im Feld.
Surtees vergrößerte den Vorsprung auf Clark auf mehr als eine Minute und gewann das Rennen überlegen. Dies war sein erster Sieg in der Automobilweltmeisterschaft und der Auftakt zu einer erfolgreichen Zeit bei Ferrari, die ihm in der folgenden Saison die Fahrerweltmeisterschaft brachte. Ferrari gewann zuletzt beim Großen Preis von Italien 1961 einen Grand Prix und Surtees sagte nach dem Rennen, dass er seinem Team gezeigt hätte, wie es wieder erfolgreich sein kann, nachdem sie 1962 eine miserable Saison hatten. Im Jahr darauf, beim Großen Preis von Deutschland 1964 wiederholte Surtees diesen Erfolg. Mit dem Rennsieg brach er auch die Siegesserie von Clark, der zuvor vier Grands Prix in Folge gewonnen hatte. Der zweite Platz von Clark war das einzige Mal in der Automobilweltmeisterschaft, dass er diese Position belegte. Er sagte nach dem Grand Prix, dass Surtees ein feines Rennen gefahren sei und dass er mit einem fehlenden Zylinder Schwierigkeiten hatte, den Wagen im Rennen zu halten. Ginther wurde Dritter vor Mitter, Hall und Bonnier. Es war die einzige Punkteplatzierung von Mitter und die letzte für Hall. Brabham erreichte das Ziel als Siebter vor Taylor, Siffert und Collomb.
In der Fahrerwertung verbesserte sich Surtees auf den zweiten Rang und hatte 20 Punkte Rückstand auf Clark. Alle Fahrer mit mindestens sechs Punkten hatten noch theoretische Chancen auf den Titel, Clark hätte jedoch ein Sieg beim nächsten Rennen gereicht, um vorzeitig Weltmeister zu werden. Eine ähnliche Situation gab es auch in der Konstrukteurswertung. Ferrari verbesserte sich auf den zweiten Platz, der Abstand zum Führenden Lotus betrug 21 Punkte. Lotus fehlte ein weiterer Sieg für den Gewinn des Titels im nächsten Rennen.

## Meldeliste
| Team                        | Nr. | Fahrer                  | Chassis        | Motor           | Reifen |
| --------------------------- | --- | ----------------------- | -------------- | --------------- | ------ |
| Owen Racing Organisation    | 01  | Graham Hill             | BRM P57        | BRM 1.5 V8      | D      |
| Owen Racing Organisation    | 01  | Graham Hill             | BRM P61        | BRM 1.5 V8      | D      |
| Owen Racing Organisation    | 02  | Richie Ginther          | BRM P57        | BRM 1.5 V8      | D      |
| Team Lotus                  | 03  | Jim Clark               | Lotus 25       | Climax 1.5 V8   | D      |
| Team Lotus                  | 04  | Trevor Taylor           | Lotus 25       | Climax 1.5 V8   | D      |
| Cooper Car Company          | 05  | Bruce McLaren           | Cooper T66     | Climax 1.5 V8   | D      |
| Cooper Car Company          | 06  | Tony Maggs              | Cooper T66     | Climax 1.5 V8   | D      |
| Scuderia Ferrari SpA SEFAC  | 07  | John Surtees            | Ferrari 156/63 | Ferrari 1.5 V6  | D      |
| Scuderia Ferrari SpA SEFAC  | 08  | Willy Mairesse          | Ferrari 156/63 | Ferrari 1.5 V6  | D      |
| Brabham Racing Organisation | 09  | Jack Brabham            | Brabham BT7    | Climax 1.5 V8   | D      |
| Brabham Racing Organisation | 10  | Dan Gurney              | Brabham BT7    | Climax 1.5 V8   | D      |
| British Racing Partnership  | 14  | Innes Ireland           | BRP Mk1        | BRM 1.5 V8      | D      |
| British Racing Partnership  | 14  | Innes Ireland           | Lotus 24       | BRM 1.5 V8      | D      |
| British Racing Partnership  | 20  | Jim Hall                | Lotus 24       | BRM 1.5 V8      | D      |
| Scuderia Centro Sud         | 15  | Lorenzo Bandini         | BRM P57        | BRM 1.5 V8      | D      |
| Scuderia Centro Sud         | 22  | Mário de Araújo Cabral  | Cooper T60     | Climax 1.5 V8   | D      |
| Rob Walker Racing Team      | 16  | Jo Bonnier              | Cooper T66     | Climax 1.5 V8   | D      |
| Ecurie Maarsbergen          | 17  | Carel Godin de Beaufort | Porsche 718    | Porsche 1.5 B4  | D      |
| Ecurie Maarsbergen          | 26  | Gerhard Mitter          | Porsche 718    | Porsche 1.5 B4  | D      |
| Siffert Racing Team         | 18  | Jo Siffert              | Lotus 24       | BRM 1.5 V8      | D      |
| Reg Parnell Racing          | 21  | Chris Amon              | Lola Mk4A      | Climax 1.5 V8   | D      |
| Scirocco-Powell             | 23  | Tony Settember          | Scirocco 01    | BRM 1.5 V8      | D      |
| Scirocco-Powell             | 24  | Ian Burgess             | Scirocco 02    | BRM 1.5 V8      | D      |
| Ian Raby Racing             | 25  | Ian Raby                | Gilby 62       | BRM 1.5 V8      | D      |
| Kurt Kuhnke                 | 27  | Kurt Kuhnke             | Lotus 18       | Borgward 1.5 L4 | D      |
| Bernard Collomb             | 28  | Bernard Collomb         | Lotus 24       | Climax 1.5 V8   | D      |
| Tim Parnell                 | 29  | André Pilette           | Lotus 18/21    | Climax 1.5 V8   | D      |
| Tim Parnell                 | 30  | Tim Parnell             | Lotus 18/21    | Climax 1.5 V8   | D      |

Anmerkungen
1. 1 2  Graham Hill fuhr den BRM P57 mit der Nummer 1 in den Trainingssitzungen und im Rennen.
2. 1 2  Ireland fuhr den Lotus mit der Nummer 14 in den Trainingssitzungen und im Rennen.
3. ↑  Laut Eckhard Schimpf: Prinzenpark – Auto- und Motorradrennen der Nachkriegszeit hatte es Schwierigkeiten bei der Anpassung des Borgwardmotors an den Lotus gegeben, weshalb Kuhnke auf dem Nürburgring 1963 noch mit dem Climax-Motor fuhr, der ursprünglich in dem Wagen eingebaut war.

## Klassifikationen

### Startaufstellung
| Pos. | Fahrer                  | Konstrukteur    | Zeit    | Ø-Geschwindigkeit | Start |
| ---- | ----------------------- | --------------- | ------- | ----------------- | ----- |
| 01   | Jim Clark               | Lotus-Climax    | 8:45,8  | 156,17 km/h       | 01    |
| 02   | John Surtees            | Ferrari         | 8:46,7  | 155,91 km/h       | 02    |
| 03   | Lorenzo Bandini         | B.R.M.          | 8:54,3  | 153,69 km/h       | 03    |
| 04   | Graham Hill             | B.R.M.          | 8:57,2  | 152,86 km/h       | 04    |
| 05   | Bruce McLaren           | Cooper-Climax   | 8:57,3  | 152,83 km/h       | 05    |
| 06   | Richie Ginther          | B.R.M.          | 9:02,8  | 151,28 km/h       | 06    |
| 07   | Willy Mairesse          | Ferrari         | 9:03,5  | 151,09 km/h       | 07    |
| 08   | Jack Brabham            | Brabham-Climax  | 9:04,2  | 150,89 km/h       | 08    |
| 09   | Jo Siffert              | Lotus-B.R.M.    | 9:11,1  | 149,00 km/h       | 09    |
| 10   | Tony Maggs              | Cooper-Climax   | 9:11,6  | 148,87 km/h       | 10    |
| 11   | Innes Ireland           | Lotus-B.R.M.    | 9:14,6  | 148,06 km/h       | 11    |
| 12   | Jo Bonnier              | Cooper-Climax   | 9:16,0  | 147,69 km/h       | 12    |
| 13   | Dan Gurney              | Brabham-Climax  | 9:17,2  | 147,37 km/h       | 13    |
| 14   | Chris Amon              | Lola-Climax     | 9:20,1  | 146,61 km/h       | 14    |
| 15   | Gerhard Mitter          | Porsche         | 9:20,9  | 146,40 km/h       | 15    |
| 16   | Jim Hall                | Lotus-B.R.M.    | 9:22,7  | 145,93 km/h       | 16    |
| 17   | Carel Godin de Beaufort | Porsche         | 9:25,1  | 145,31 km/h       | 17    |
| 18   | Trevor Taylor           | Lotus-Climax    | 9:33,8  | 143,11 km/h       | 18    |
| 19   | Ian Burgess             | Scirocco-B.R.M. | 9:52,2  | 138,66 km/h       | 19    |
| 20   | Mário de Araújo Cabral  | Cooper-Climax   | 9:53,1  | 138,45 km/h       | 20    |
| 21   | Bernard Collomb         | Lotus-Climax    | 10:01,0 | 136,63 km/h       | 21    |
| 22   | Tony Settember          | Scirocco-B.R.M. | 10:02,0 | 136,41 km/h       | 22    |
| DNQ  | André Pilette           | Lotus-Climax    | 10:20,0 | 132,45 km/h       | –     |
| DNQ  | Ian Raby                | Gilby-B.R.M.    | 10:44,7 | 127,37 km/h       | –     |
| DNQ  | Tim Parnell             | Lotus-Climax    | 11:07,2 | 123,08 km/h       | –     |
| DNQ  | Kurt Kuhnke             | Lotus-Borgward  | 11:23,5 | 120,14 km/h       | –     |

### Rennen
| Pos. | Fahrer                  | Konstrukteur    | Runden | Stopps | Zeit       | Start | Schnellste Runde |
| ---- | ----------------------- | --------------- | ------ | ------ | ---------- | ----- | ---------------- |
| 01   | John Surtees            | Ferrari         | 15     | 0      | 2:13:06,8  | 02    | 9:47,0 (09.)     |
| 02   | Jim Clark               | Lotus-Climax    | 15     | 0      | + 1:17,5   | 01    |                  |
| 03   | Richie Ginther          | B.R.M.          | 15     | 0      | + 2:44,9   | 06    |                  |
| 04   | Gerhard Mitter          | Porsche         | 15     | 0      | + 8:11,5   | 15    |                  |
| 05   | Jim Hall                | Lotus-B.R.M.    | 14     | 0      | + 1 Runde  | 16    |                  |
| 06   | Jo Bonnier              | Cooper-Climax   | 14     | 0      | + 1 Runde  | 12    |                  |
| 07   | Jack Brabham            | Brabham-Climax  | 14     | 0      | + 1 Runde  | 08    |                  |
| 08   | Trevor Taylor           | Lotus-Climax    | 14     | 0      | + 1 Runde  | 18    |                  |
| 09   | Jo Siffert              | Lotus-Climax    | 10     | 0      | + 5 Runden | 09    |                  |
| 10   | Bernard Collomb         | Lotus-Climax    | 10     | 0      | + 5 Runden | 21    |                  |
| –    | Carel Godin de Beaufort | Porsche         | 9      | 0      | DNF        | 17    |                  |
| –    | Tony Maggs              | Cooper-Climax   | 7      | 0      | DNF        | 10    |                  |
| –    | Mário de Araújo Cabral  | Cooper-Climax   | 7      | 0      | DNF        | 20    |                  |
| –    | Dan Gurney              | Brabham-Climax  | 6      | 0      | DNF        | 13    |                  |
| –    | Tony Settember          | Scirocco-B.R.M. | 5      | 0      | DNF        | 22    |                  |
| –    | Ian Burgess             | Scirocco-B.R.M. | 5      | 0      | DNF        | 19    |                  |
| –    | Bruce McLaren           | Cooper-Climax   | 3      | 0      | DNF        | 05    |                  |
| –    | Graham Hill             | B.R.M.          | 2      | 0      | DNF        | 04    |                  |
| –    | Chris Amon              | Lola-Climax     | 2      | 0      | DNF        | 14    |                  |
| –    | Innes Ireland           | Lotus-B.R.M.    | 1      | 0      | DNF        | 11    |                  |
| –    | Willy Mairesse          | Ferrari         | 1      | 0      | DNF        | 07    |                  |
| –    | Lorenzo Bandini         | B.R.M.          | 0      | 0      | DNF        | 03    |                  |

## WM-Stände nach dem Rennen
Die ersten sechs des Rennens bekamen 9, 6, 4, 3, 2, 1 Punkte. Es zählten nur die sechs besten Ergebnisse aus zehn Rennen. In der Konstrukteurswertung zählten dabei nur die Punkte des bestplatzierten Fahrers eines Teams.

### Fahrerwertung
| Pos. | Fahrer                  | Konstrukteur                  | Punkte |
| ---- | ----------------------- | ----------------------------- | ------ |
| 01   | Jim Clark               | Lotus-Climax                  | 42     |
| 02   | John Surtees            | Ferrari                       | 22     |
| 03   | Richie Ginther          | B.R.M.                        | 18     |
| 04   | Graham Hill             | B.R.M.                        | 13     |
| 05   | Dan Gurney              | Brabham-Climax                | 12     |
| 06   | Bruce McLaren           | Cooper-Climax                 | 10     |
| 07   | Tony Maggs              | Cooper-Climax                 | 8      |
| 08   | Gerhard Mitter          | Porsche                       | 3      |
| 09   | Innes Ireland           | BRP-B.R.M / Lotus-B.R.M.      | 3      |
| 10   | Jack Brabham            | Brabham-Climax / Lotus-Climax | 3      |
| 11   | Jim Hall                | Lotus-B.R.M.                  | 3      |
| 12   | Joakim Bonnier          | Cooper-Climax                 | 3      |
| 13   | Lorenzo Bandini         | B.R.M.                        | 2      |
| 14   | Trevor Taylor           | Lotus-Climax                  | 1      |
| 15   | Carel Godin de Beaufort | Porsche                       | 1      |
| 16   | Joseph Siffert          | Lotus-B.R.M.                  | 1      |

| Pos. | Fahrer                 | Konstrukteur               | Punkte |
| ---- | ---------------------- | -------------------------- | ------ |
| 17   | Ludovico Scarfiotti    | Ferrari                    | 1      |
| 18   | Chris Amon             | Lola-Climax                | 0      |
| 19   | Maurice Trintignant    | Lotus-Climax / Lola-Climax | 0      |
| 20   | Tony Settember         | Scirocco-B.R.M.            | 0      |
| 21   | Mike Hailwood          | Lotus-Climax               | 0      |
| 22   | Bernard Collomb        | Lotus-Climax               | 0      |
| 23   | Masten Gregory         | Lotus-B.R.M.               | 0      |
| 24   | Bob Anderson           | Lola-Climax                | 0      |
| 25   | John Campbell-Jones    | Lola-Climax                | 0      |
| –    | Phil Hill              | Lotus-B.R.M / A.T.S.       | 0      |
| –    | Willy Mairesse         | Ferrari                    | 0      |
| –    | Ian Burgess            | Scirocco-B.R.M.            | 0      |
| –    | Lucien Bianchi         | Lola-Climax                | 0      |
| –    | Giancarlo Baghetti     | A.T.S.                     | 0      |
| –    | Ian Raby               | Gilby-B.R.M                | 0      |
| –    | Mário de Araújo Cabral | Cooper-Climax              | 0      |

### Konstrukteurswertung
| Pos. | Konstrukteur   | Punkte |
| ---- | -------------- | ------ |
| 01   | Lotus-Climax   | 43     |
| 02   | Ferrari        | 22     |
| 03   | B.R.M.         | 22     |
| 04   | Cooper-Climax  | 17     |
| 05   | Brabham-Climax | 13     |
| 06   | Lotus-B.R.M.   | 4      |

| Pos. | Konstrukteur    | Punkte |
| ---- | --------------- | ------ |
| 07   | Porsche         | 4      |
| 08   | BRP-B.R.M.      | 3      |
| 09   | Scirocco-B.R.M. | 0      |
| –    | Lola-Climax     | 0      |
| –    | A.T.S.          | 0      |
| –    | Gilby-B.R.M.    | 0      |